# Korytów (Mazovie)
Pour les articles homonymes, voir Korytów.
Korytów (prononciation : [kɔˈrɨtuf]) est un village polonais de la gmina de Radziejowice dans le powiat de Żyrardów de la voïvodie de Mazovie dans le centre-est de la Pologne.
Il se situe à environ 6 kilomètres au nord-ouest de Radziejowice (siège de la gmina), 4 kilomètres au sud-est de Żyrardów (siège du powiat) et à 41 kilomètres au sud-ouest de Varsovie (capitale de la Pologne).

## Histoire
De 1975 à 1998, le village appartenait administrativement à la voïvodie de Skierniewice.